# Rights
NPO法人Rights（ライツ）は、日本で活動している特定非営利活動法人である。2000年に設立され、若者の政治参加を奨励する活動、選挙権年齢引き下げを訴える活動を行った。2002年内閣府よりNPO法人格認証を取得した。
東京都で特定非営利活動法人としての認証を取得し、後に千葉県に転出。事業報告書等未提出のため、2020年9月に認証を取り消された。
菅源太郎、高橋亮平、林大介、加藤義直らが設立。